# اوسوخوو (شهرستان ژراردوف)
اوسوخوو (شهرستان ژراردوف) (به لهستانی: Osuchów}} یک روستا در لهستان است که در گمینا مشچونوو واقع شده‌است. اوسوخوو ۳۷۰ نفر جمعیت دارد و ۲۰۰ متر بالاتر از سطح دریا واقع شده‌است.